# 井上和幸 (実業家)
井上 和幸（いのうえ かずゆき、1956年10月3日 - ）は、日本の実業家。清水建設代表取締役社長。

## 来歴
東京都出身。早稲田大学高等学院を経て、1981年に早稲田大学大学院理工学研究科建設工学を修了し、清水建設に入社。2006年名古屋支店静岡営業所長、2009年九州支店副支店長等を経て、2012年建築事業本部第二営業本部長。2013年に執行役員に就任し、2014年常務執行役員名古屋支店長、2015年4月専務執行役員に昇進。2016年4月より、同社社長。2025年4月より同社会長。